# Uromyces discariae
Uromyces discariae är en svampart som beskrevs av G. Cunn. 1923. Uromyces discariae ingår i släktet Uromyces och familjen Pucciniaceae.   Inga underarter finns listade i Catalogue of Life.